# Абрамов Семен Тиханович
Семен Тиханович Абрамов (нар. 25 червня 1936, с. Слобода, Гжатський район, Смоленська область, РРФСР) — білоруський художник. Член Спілки художників СРСР з 1970 року. Працює в галузі станкового живопису, графіки та монументального мистецтва.

## Біографія
Народився 25 червня 1936 року в селі Слобода, Смоленська область. 1957 року закінчив Горьківське художнє училище, де навчався під керівництвом М. Віденського. Дипломна робота — графічна композиція «На репетиції». З 1957 р. по 1958 р. викладав малювання та креслення в середній школі міста Кизил, Тувинської АРСР.
Член Білоруської спілки художників з 1970 року.
Живе в місті Бобруйськ.

## Творчість
З 1961 року брав участь у художніх виставках різного рівня. Працює в станковому живописі в жанрах картини, пейзажі, натюрморти, портрети, акварелі, монументально-декоративного мистецтва.
Найвідоміші роботи — «Осінній мотив» (1964), «Вони простояли тут до смерті» (1965), «Гірський струмок. Саяни» (1966), «Завжди на сторожі» (1967), мозаїка «Серце на долоні» на фасаді Марзонської лікарні в Бобруйську (1968), «На Бобруйському суднобудівному заводі», «Судак. Генуезька фортеця» (1969), «Білоруська шина» (1970).
Цикли картини «Столиці» і акварелі «Відлуння війни», «Новий Бобруйськ», «На варті мирного неба»; серія до 200-річчя О. С. Пушкіна; полотна «Ранок на Капрі», «День праці на Єнісеї», «Осінь у горах», вітражі для профілактичного заводу «Фермаш» і шинного заводу в Бобруйську, гобелен «Речення про Бобруйськ».
Роботи знаходяться в Національному художньому музею Білорусі, Могильовського обласного художнього музею імені П. В. Масленикова, Челябінській картинній галереї, фондах Білоруської спілки художників, асоціації «Центральний будинок художника» в Москві, Національний центр сучасного мистецтва Республіки Білорусь у Мінську.